# 科達樹
科達樹（學名：Cordaites）是一屬已滅絕的樹狀植物，與種子蕨類同樣由前裸子植物演化而來，為現今銀杏類與松柏類植物的祖先。科達樹既生長在乾旱地區，也能生長在與佛羅里達州大沼澤地相似的濕地中，常在其樹根部位發現鹹水淡菜類和甲殼類的化石。它們的化石被發現於全球各地的上石炭紀地層中。

## 特徵

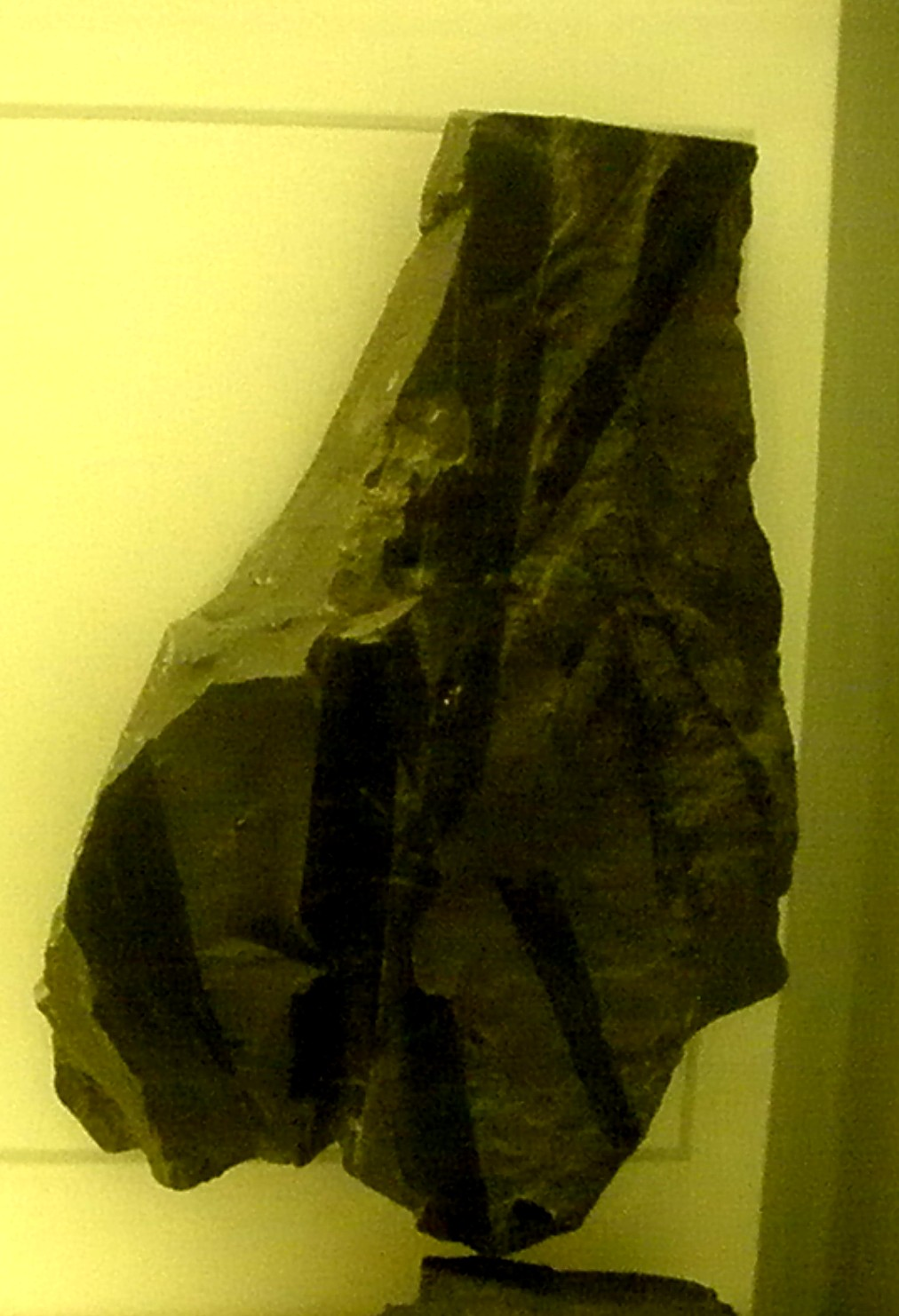
科達樹的葉片化石

科達樹的植株很大，可達30公尺。帶狀的葉於枝條上排列成緊密螺旋狀。葉上有獨特的平行脈。其繁殖器官被稱為科達穗（Cordaianthus），為單性的，但不易分辨其雌雄。花粉為顆粒狀的弗氏粉屬（Florinites），直徑約50微米，尚未發現其花粉管。毬果位於枝條的末梢。種子亦不少見，外型相當大，大小從二、三毫米至2釐米不等，呈扁心形，可分為高特果（Cordaicarpus）、心果（Cardiocarpus）和翅果（Samaropsis）三種。

## 物種
- Cordaites daviessensis
- Cordaites hislopii [3]
- Cordaites kinneyensis
- Cordaites ludlowi
- Cordaites lungatus
- Cordaites minshallensis
- Cordaites olneyensis
- 帶科達 Cordaites principalis